# ティファニー・ティーセン
ティファニー・ティーセン（Tiffani Amber Thiessen, 1974年1月23日 - ）は、アメリカ合衆国の女優、料理家。ティファニー・ティッセン、ティファニー＝アンバー・ティーセン、ティファニー＝アンバー・ティッセン (Tiffani-Amber Thiessen)とも表記される。『ビバリーヒルズ青春白書』シリーズのバレリー・マローン役、『ホワイトカラー』のエリザベス・パーク役で知られる。

## 来歴
カリフォルニア州ロングビーチ出身。父親はドイツ系、母親はギリシャ系、トルコ系、ウェールズ系の血を引く。
1989年から1993年までテレビドラマシリーズ『セイブド・バイ・ザ・ベル』に主役として出演。
1994年からテレビドラマ『ビバリーヒルズ青春白書』シリーズにトラブルメーカー的なバレリー・マローン役として出演。共演したデビッド役のブライアン・オースティン・グリーンと婚約していたが、破局した。グラマラスな容姿とビバヒルブームが相まって、日本でも人気が高かった。彼女が痩せているのは下着姿からも明らかであるが、骨格レベルでモデル体型のジェニーと比較すると、テレビで自分だけ太く見えてしまう事を雑誌のインタビューで気にしていた。
2009年からはヒットドラマ『ホワイトカラー』にメインキャストの一人として出演。
2018年からメインキャストのロリ役で出演した『アレクサ&ケイティ』でデイタイム・エミー賞にノミネートされた。
料理家として料理本も出版しており、2018年に『プル・アップ・ア・チェア』、2023年に『ヒア・ウィ・ゴー・アゲイン』の2冊のレシピ本が発売された。公式サイトでも数々のレシピを掲載。
2020年からはインターネットで投稿された食に関する動画を取り上げたバラエティ番組『デリシャスネス』に司会として出演。

## 私生活
2005年に俳優のブレイディ・スミスと結婚、2010年に娘が生まれた。2015年に第2子となる男児を出産。
『ビバリーヒルズ青春白書』劇中で犬猿の仲であるケリー役のジェニー・ガースとは実生活では大親友であったが、後に絶縁状態となった。ティファニーが降板後に出演した番組で、女性キャストがティファニーの加入当時快く思わずティファニーへの態度が悪かったことや、ドナ・マーティン役のトリ・スペリングが前夫と離婚した際、夫側の肩を持つ発言をしたことなどがきっかけだった。

## 主な出演作品
- Saved by the Bell (1989-1993,2020-2021) シットコム
- ビバリーヒルズ青春白書 Beverly Hills, 90210 (1994-1998) テレビドラマ
- スピードウェイ・ジャンキー Speedway Junky (1996)
- フロム・ダスク・ティル・ドーン2 From Dusk Till Dawn 2: Texas Blood Money (1999) オリジナルビデオ
- レディース★マン The Ladies Man (2000)
- SHRIEK 最低絶叫計画? Shriek If You Know What I Did Last Friday the Thirteenth (2000) オリジナルビデオ
- さよなら、さよならハリウッド Hollywood Ending (2002)
- ファストレーン Fastlane (2002-2003) テレビドラマ
- 爆発感染 レベル5 Pandemic (2007) テレビミニシリーズ
- 恋するブライアン What About Brian (2007) テレビドラマ
- ホワイトカラー White Collar (2009- ) テレビドラマ
- ジェイクとネバーランドのかいぞくたち Jake and the Never Land Pirates (2012- ) テレビアニメ、声の出演
- Alexa & Katie (2018 - 2020)